# BBC Radio 1Xtra
BBC Radio 1Xtraとは、 BBCが所有および運営する英国のデジタルラジオ局である。ヒップホップやR&Bを含むブラックミュージックやアーバンミュージックを放送しており、Radio 1の姉妹局である。2002年8月16日18:00に開始され、協議期間中は「ネットワーク X」というコード名が付けられていた。当時、この放送局は多くのEPGで「1 Xtra BBC」として掲載されていた。この放送局は、ブロードキャスティング・ハウスの8階から放送を行っており、Radio 1および、アジアンネットワークとスタジオを共有している。
RAJARによれば、同局は2024年3月時点で毎週786,000人の視聴者に向けて放送しており、聴取シェアは0.3%となっている。